# Elmlər Akademiyası (stanice metra v Baku)
Elmlər Akademiyası je stanice na lince 2 metra v Baku, která se nachází mezi stanicemi Nizami a İnşaatçılar.

## Popis
Stanice Elmlər Akademiyası byla otevřena 31. prosince 1985 spolu s úsekem Nizami – Memar Əcəmi. Výstup ze stanice vede poblíž budovy Ázerbájdžánské akademie věd.